# Carlo Migliaccio
Carlo Migliaccio (Genova, 4 novembre 1914 – ...) è stato un calciatore italiano, di ruolo centrocampista.

## Caratteristiche tecniche
Giocò nel ruolo di centromediano.

## Carriera
Giocò in Serie A con il Liguria e in Ligue1 con il Marsiglia.